# Biserica de lemn din Călățele, Cluj

Biserica de lemn din Călăţele-Pădure, județul Cluj, 2009 - care a fost construită din lemnele vechii biserici de lemn din Călățele

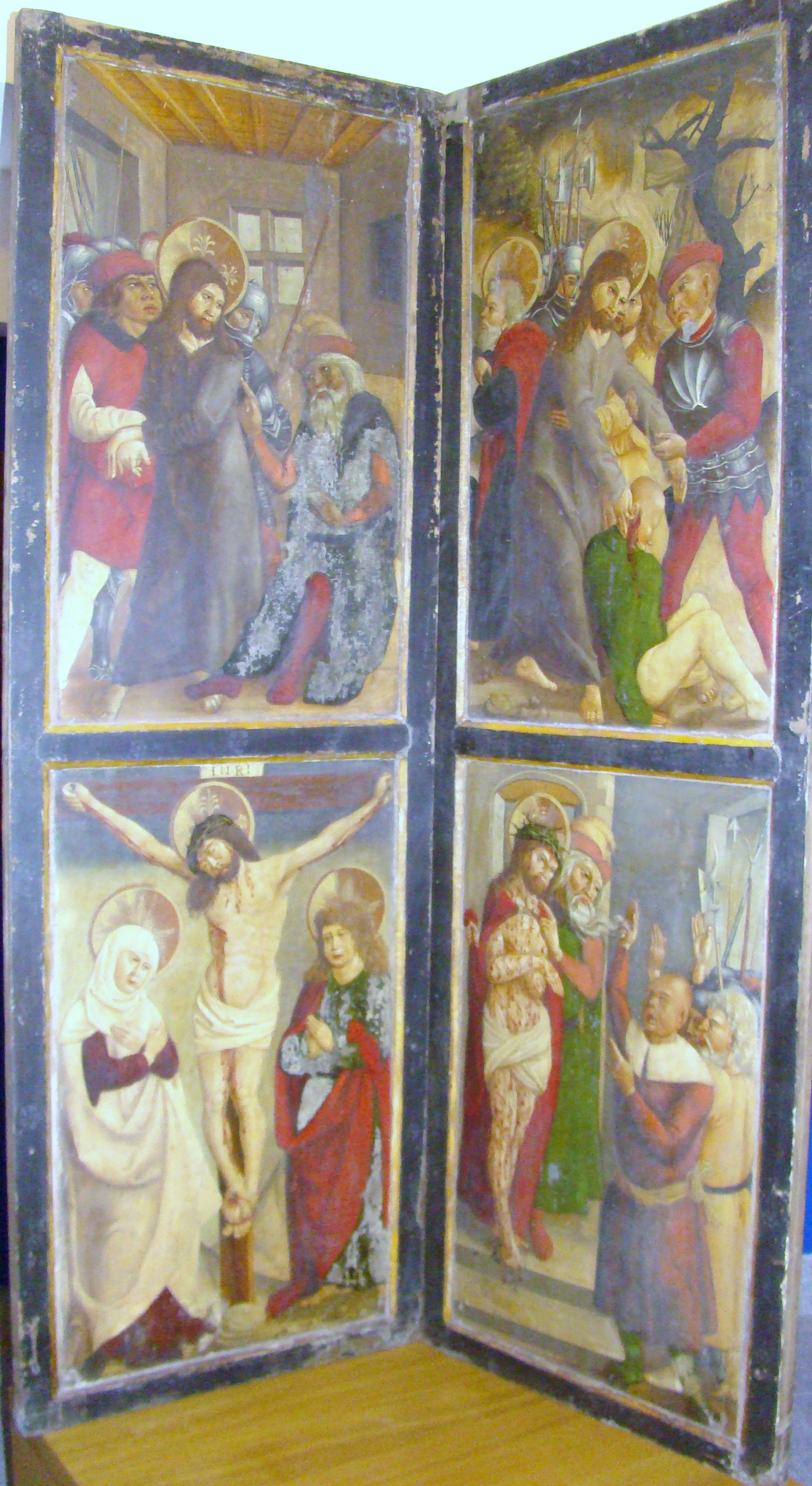
Retablu poliptic (cca 1520) care a aparținut bisericii din Călățele

Biserica de lemn din Călățele, comuna Călățele, județul Cluj, era așezată în cimitirul satului, pe dealul numit Ulcioruș. Fiind neîncăpătoare, comunitatea și-a ridicat o nouă biserică. Din lemnele vechii biserici de lemn din Călățele a fost ridicată biserica din cătunul Călățele-Pădure.

## Istoric
Vechea biserică de lemn, aflată în cimitirul satului, a ajuns neîncăpătoare, fiind construită actuala biserică de zid în anul 1934. Biserica veche a fost vândută credincioșilor din Rîșca de Sus.
Sporirea numerică a credincioșilor din cătunul Călățele-Pădure a făcut necesară ridicarea unui lăcaș de cult. S-a ales soluția aducerii vechii biserici de lemn din Călățele.